# Cratere Tolansky
Tolansky è un cratere lunare di 13,03 km situato nella parte sud-occidentale della faccia visibile della Luna.